# Les Trois-Îlets
Les Trois-Îlets é uma comuna francesa do departamento ultramarino da Martinica conhecida mundialmente por ser o local de origem de Josefina de Beauharnais, primeira esposa de Napoleão Bonaparte.